# Soredapass
Der Soredapass (italienisch: Passo Soreda) ist ein Gebirgspass in den Adula-Alpen auf der Grenze der Kantone Tessin und Graubünden. Auf einer Höhe von 2759 m ü. M. verbindet er die Orte Campo Blenio (1215 m) und Vals (1252 m). Über den Pass führt ein Saumpfad und Wanderweg. 
Der Pass liegt zwischen dem Plattenberg (3040 m) im Norden und dem Pizzo Cassinello (3102 m) im Süden. Er verbindet zwei Hütten des Schweizer Alpen-Clubs, die Motterasciohütte und die Länta-Hütte.

## Einzelnachweise

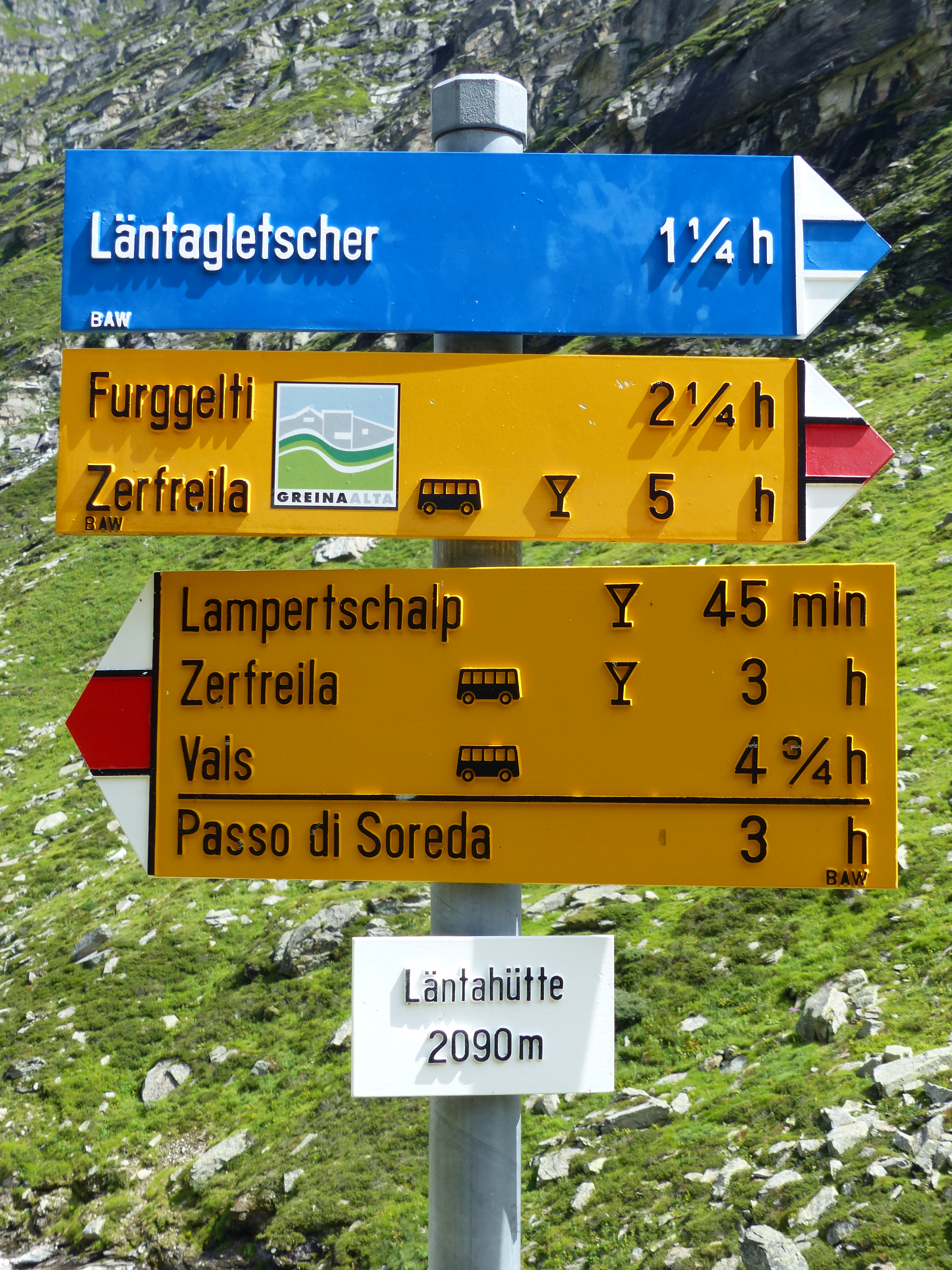
Wegweiser zum Soredapass